# باشگاه ورزشی اشتوریل پرایا
گروه ورزشی اشتوریل پرایا (پرتغالی: Grupo Desportivo Estoril Praia) یک باشگاه ورزشی است که در اشتوریل، کشکایش، لیسبون کشور پرتغال پایه‌گذاری شده است.